# Samuel Frigelius
Samuel Christopheri Frigelius, född 25 mars 1652 i Sund, Östergötlands län, död 23 september 1726 i Åby, Kalmar län, var en svensk lantmätare och tecknare. Han var far till Petrus Frigelius.
Frigelius var son till en bonde i Sund och gift första gången 1693 med Christina Rymonia och andra gången från 1712 med Catharina Swebilia. Frigelius utnämndes till lantmätare i Kopparbergs län 1687 och i Kalmar län 1689. Frigelius var en skicklig tecknare och har efterlämnat några teckningar, bland annat en i tusch föreställande Borns masugn, Västmanland som ingår i Jernkontorets samlingar.